# Stora Tärnen
Stora Tärnen är en sjö i Askersunds kommun i Närke och ingår i Motala ströms huvudavrinningsområde.